# Panemeria jocosa
Panemeria jocosa là một loài bướm đêm trong họ Noctuidae.